# Nesterovka
Nesterovka (en rus: Нестеровка) és un poble de l'óblast de Saràtov, a Rússia, segons el cens del 2010 tenia vuit habitants. Pertany al districte municipal de Rtísxevo.